# Bajuni
Die Bajuni (Eigenbezeichnung Wabajuni; auch italienisch Bagiuni oder eingedeutscht Badschuni geschrieben) sind eine ethnische Minderheit im großmehrheitlich von Somali bewohnten Somalia. Sie sind von gemischter arabischer, Somali- und Bantu- und möglicherweise auch von malaiischer Abstammung und gehören zur Swahili-Gesellschaft, die an der ostafrikanischen Küste von Südsomalia bis zum Norden Mosambiks ansässig ist.
Angaben über die Zahl der Bajuni reichen von 3.000–4.000 bis 11.000.
Die Bajuni leben im äußersten Süden Somalias um die Stadt Kismaayo, deren Gründung ihnen zugeschrieben wird, und auf den vorgelagerten Bajuni-Inseln. Manche leben auch in Baraawe und Mogadischu. Ihre Sprache ist Kibajuni, ein Dialekt des Swahili. Viele sprechen auch die somalische Sprache, die meisten von ihnen sind Muslime. Viele Bajuni leben von der Fischerei.
Unter der Herrschaft Siad Barres mussten sich die Bajuni ab 1974 staatlichen Fischereikooperativen anschließen. Diese Kooperativen wurden von Personen aus den Somali-Clans der Marehan-, Majerteen- und Dhulbahante-Darod kontrolliert, die selbst keine Fischereitradition haben, sich aber so Boote und sonstige Ausrüstung der Bajuni aneigneten. Die von den Bajuni bewohnte Küste war von dem Tsunami am 26. Dezember 2004 betroffen.